# Anton Calaminus
Leopold Petrus Anton Jakob Calaminus (* 19. März 1808 in Niedergründau; † 13. Juli 1868 in Hanau) war ein deutscher evangelischer Theologe und Historiker.

## Leben
Er war der Sohn des Pfarrers Franz Ludwig Christian Calaminus († 13. April 1812) und dessen Frau, Marie Wilhelmine Karoline, geborene Heyl und hatte acht Geschwister. Nach dem Besuch des Gymnasiums in Büdingen (Gymnasium seit 1822) und der Hohen Landesschule in Hanau wurde er 1826 an der kurhessischen Landesuniversität (heute: Philipps-Universität) in Marburg im Fach Theologie immatrikuliert.

## Karriere
Anschließend war er ab 1830 als Erzieher des Erbgrafen Ferdinand Maximilian zu Ysenburg und Büdingen in Wächtersbach angestellt. Dem folgte eine kirchliche Karriere. 1836 wurde er Pfarrer, Schulinspektor, Mitglied des Unterkonsistoriums und Rektor der Lateinschule in Wächtersbach. Zugleich heiratete er Karoline Luise Schaller (* 13. Dezember 1812 in Bettingen; † 20. Januar 1895 in Frankenberg), Tochter eines Pfarrers und Konsistorialrats aus Kreuzwertheim. Sie hatten elf gemeinsame Kinder.
1841 wurde er Pfarrer an der Marienkirche in Hanau, von wo aus er seit 1857 zugleich als Metropolitan (Dekan) der Pfarreiklasse (Dekanat) Büchertal wirkte. 1844 war er Gründungsmitglied und bis 1856, erneut dann von 1866 bis zu seinem Tod 1868, erster Vorsitzender des Hanauer Bezirksvereins für hessische Geschichte und Landeskunde (heute: Hanauer Geschichtsverein e.V.), hielt hier mindestens 78 wissenschaftliche Vorträge, initiierte die archäologische Tätigkeit des Vereins, insbesondere am römischen Limes, und bemühte sich um erste Maßnahmen der Denkmalpflege in Hanau und Umgebung. Maßgeblich beteiligt war er weiter an der Gründung der Stadtbibliothek Hanau.
Er hat ein umfangreiches schriftstellerisches Werk, insbesondere zur Geschichte Hanaus und seines Umlandes hinterlassen.

## Gedenken
- Er ist Namensgeber der Anton-Calaminus-Schule (ACS)[7] in Gründau-Rothenbergen.
- Im Rahmen des Geschichtswettbewerbs des Hanauer Geschichtsvereins 1844 e. V. wird ein Anton Calaminus-Preis alle zwei Jahre vergeben.[8]

## Schriften
- Blumen aus dem Kintzigthale. Gegenwart und Vergangenheit des Kinzigthales in Beschreibung, Erzählung, Sage und Gedicht. Gelnhausen 1835.
- Stimmen aus der Vorzeit in Erzählung, Sage und Dichtung. Hanau 1835.
- Gottes Führungen. Erinnerungen aus den Tagen der Schlacht bei Hanau. Leipzig 1844.
- Über die volksthümliche Ausbildung der Geschichtsforschung, insbesondere mit Rücksicht auf die historischen Vereine. In: Zeitschrift des Vereins für hessische Geschichte und Landeskunde 1845, Band IV. S. 330–354.
- Hülfe in der Noth. Erinnerungen aus Hanaus Vorzeit in Sage und Geschichte. Gesammelt von Anton Leopold Calaminus. Hanau 1847; auch veröffentlicht unter Anton Calaminus (1808–1868): Hülffe in der Not Aus der Franzosenzeit von Anno 1813. In: Gelnhäuser Geschichtsblätter 2012/2013, Hrsg. Geschichtsverein Gelnhausen e. V.
- Gott Lob und Dank dargebracht für das erfeute Hanau in der gottesdienstlichen Feier am 13. März 1848. Hanau 1848.
- Das Wolfgangkloster bei Hanau. In: Zeitschrift des Vereins für hessische Geschichte und Landeskunde 6, (1851), S. 305–310.
- Die Einführung der Reformation in der Grafschaft Isenburg. In: Zeitschrift des Vereins für hessische Geschichte und Landeskunde Band IX. (1862), S. 1–57.
- Nachricht über die Gründung der evangelischen Marienkirche und Johanneskirche zu Hanau. Ein Beitrag zur allgemeinen Reformationsgeschichte der Diözese Hanau . Hanau 1858.
- Geschichte des Hospitals zum heiligen Geiste in der Altstadt Hanau. In: Zeitschrift des Vereins für hessische Geschichte und Landeskunde 10, 1865, S. 299–360.
- Der Bachtanz in Selbold. In: Zeitschrift des Vereins für hessische Geschichte und Landeskunde 11 (1867) S. 227–250.
- Der Charakter der Hanauischen Reformation, mit Rücksicht auf die neuesten Beurtheilungen desselben. In: Evangelisch-reformirte Kirchenzeitung Jg. 26 (1876), S. 91–122 u. 129–136.